# 高爾曼·湯瑪斯
詹姆斯·高爾曼·湯瑪斯三世（英語：James Gorman Thomas III，1950年12月12日—），為前美國職棒大聯盟的中外野手，他生涯曾效力於釀酒人、印地安人與水手等隊。
湯瑪斯是1970年釀酒人的看板球星，在1970年代末到1980年代初是聯盟的全壘打領銜者之一。儘管他的打擊率低，而且容易被三振，但他的防守能力和臂力相當出色。直到1984年他進行肩膀手術為止，才轉為指定打擊。

## 職業生涯

### 密爾瓦基釀酒人
1969年美國職棒大聯盟選秀，飛行員在首輪21順位選進湯瑪斯，他也成為隊史第一位被選秀選中的球員。
1973年，湯瑪斯登上大聯盟。不過他前兩年多半待在小聯盟，其中他在1974年於小聯盟敲出51轟與122分打點。1975年，傳奇球星漢克·阿倫加入釀酒人，因此湯瑪斯也和阿倫當了兩年的隊友。
1977年，湯瑪斯整季待在3A，並繳出3成22的打擊率，敲出36轟與114分打點。球季結束後，釀酒人將湯瑪斯交易到遊騎兵，換來Ed Kirkpatrick。不過遊騎兵表示這只是一筆暫時的友誼交易，釀酒人總經理請求遊騎兵先將湯瑪斯留在球隊名單內。後來遊騎兵在1978年2月將湯瑪斯賣回釀酒人。
1978年，湯瑪斯繳出2成39的打擊率，並敲出38轟與105分打點。隔年他打出生涯年，整季敲出45轟與123分打點，整體攻擊指數高達.895。球季結束後他在MVP票選上拿下第7名，並拿下美聯全壘打王。
1980年，湯瑪斯全勤出賽，繳出2成39的打擊率，並敲出38轟與105分打點。隔年他敲出聯盟次高的21轟，還成功入選生涯唯一一次的明星賽。1982年，他繳出2成45的打擊率，並敲出39轟與112分打點。他再度拿下全壘打王，並在MVP票選上拿下第8名。釀酒人在美聯冠軍賽打敗天使，不過在世界大賽與紅雀鏖戰7場後敗下陣來。

### 克里夫蘭印地安人
1983年6月6日，釀酒人將湯瑪斯、Jamie Easterly和Ernie Camacho交易到印地安人，換來Rick Manning和Rick Waits。雖然湯瑪斯在1982年球季末就已經開始表現下滑，但釀酒人將他交易還是讓大批釀酒人球迷感到不滿。
1983年球季結束後，湯瑪斯因不習慣印地安人球隊體系，因此主動提出交易。該年他繳出2成09的打擊率，並敲出22轟與69分打點。

### 生涯後期
1983年12月7日，印地安人將湯瑪斯和Jack Perconte交易到水手，換來Tony Bernazard。1984年，他僅出賽35場比賽，繳出1成57的打擊率，並敲出1轟與13分打點。他在6月份因為進行旋轉肌手術，導致剩餘球季報銷。
1985年，湯瑪斯轉任指定打擊。該年他的打擊率為2成15，並敲出32轟與87分打點，成為水手隊史首位單季30轟的打者。儘管他成功打出單季30轟的好表現，但礙於年紀因素，球隊還是傾向將他交易。1986年，Dick Williams接替為總教練後，湯瑪斯的出賽數大量減少。該年他的打擊率僅有1成94，並敲出10轟與26分打點。湯瑪斯原本打算就此退休，不過他獲得了老虎的合約，但他最終決定重返老東家釀酒人，並在球季結束後退休。

## 生涯打擊成績
| 出賽次數 | 打席 | 打數 | 得分 | 安打 | 二安 | 三安 | 全壘打 | 打點 | 盜壘 | 保送 | 三振 | 打擊率 | 上壘率 | 長打率 | OPS  |
| -------- | ---- | ---- | ---- | ---- | ---- | ---- | ------ | ---- | ---- | ---- | ---- | ------ | ------ | ------ | ---- |
| 1436     | 5486 | 4677 | 681  | 1051 | 212  | 13   | 268    | 782  | 50   | 697  | 1339 | .225   | .324   | .448   | .772 |

## 個人生活
退休後，湯瑪斯會打高爾夫球，也會打獵和雕刻。他在1990年代初曾收集限量版的印刷品，並開設藝術畫廊。2003年，他入選威斯康辛運動名人堂。

## 外部連結
- 球員資訊和成績在MLB，ESPN，Retrosheet ，Baseball Reference ，Fangraphs ，The Baseball Cube （英文）